# Plumbago (dier)
Plumbago is een geslacht van vlinders van de familie van de dikkopjes (Hesperiidae), uit de onderfamilie Pyrginae.

## Soorten
- Plumbago plumbago (Plötz, 1884)
- Plumbago pulverea (Mabille, 1878)
- Plumbago serapion (Plötz, 1884)